# 1595.
◄ | 15. stoljeće | 16. stoljeće | 17. stoljeće | ►
◄ | 1560-ih | 1570-ih | 1580-ih | 1590-ih | 1600-ih | 1610-ih | 1620-ih | ►
◄◄ | ◄ | 1592. | 1593. | 1594. | 1595. | 1596. | 1597. | 1598. | ► | ►►
Arhitektura • Astronomija • Glazba • Kazalište • Kiparstvo • Knjige • Književnost • Kršćanstvo • Medicina • Politika • Pravo • Promet • Slikarstvo • Znanost

## Događaji
- 29. siječnja prvi put izvedena predstava Romeo i Julija
- Španjolski istraživač Álvaro de Mendaña otkrio Markižansko otočje.

## Smrti
- 15. siječnja – Murat III., turski sultan (* 1546.)
- 5. travnja – Torquato Tasso, talijanski pjesnik (* 1544.)